# Bataille de Trinquemalay
Guerre franco-anglaise (1778-1783)
Batailles
La bataille de Trinquemalay est un affrontement naval qui a lieu du 25 août au 3 septembre 1782, entre une flotte française commandée par le bailli de Suffren et une flotte britannique, sous les ordres de l'amiral Hughes. Cette bataille, à l'issue indécise, a lieu au large de Trinquemalay (Trincomalee ou Trinquemalé), une baie avec un port située sur les côtes orientales de l'île de Ceylan.

## La bataille terrestre (25-31 août 1782)

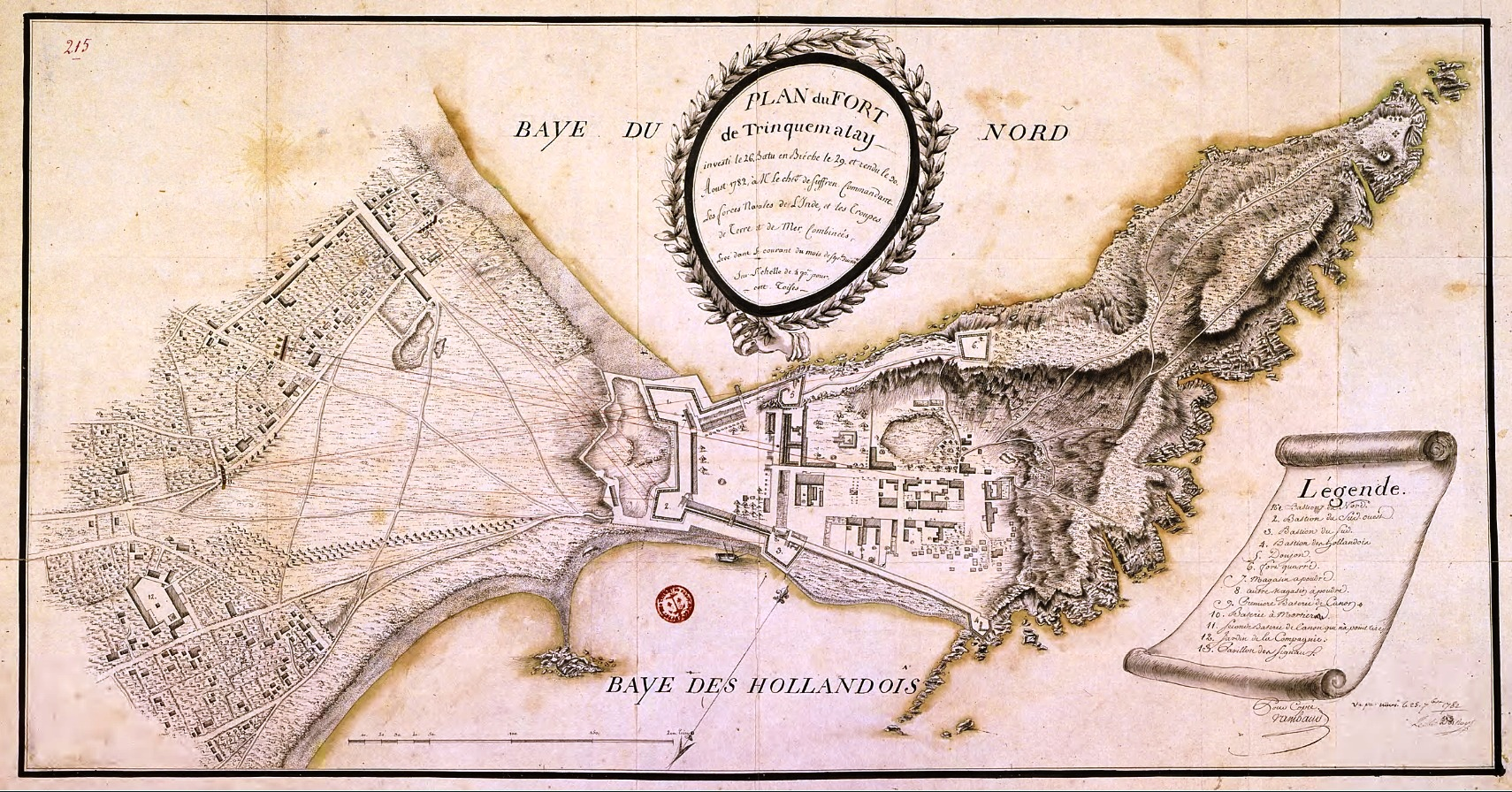
Plan de la prise du fort de Trinquemalay levé peu de temps après le siège par le chevalier des Roys. (Archives de l'outre-mer)

Après avoir été ravitaillé, une escadre commandée par le bailli de Suffren appareille de Gondelour et arrive par surprise devant Trinquemalay, sur la côte est de Ceylan, le 25 août 1782. La ville avait été arrachée par les Britanniques aux Néerlandais au mois de janvier. 
Les troupes sont débarquées, de nuit, à une heure du matin sur les plages, hors de portée des batteries du fort du port britannique. Suffren prend le commandement. Antoine Jean d'Agout, le lieutenant-colonel de la 3e légion de volontaires étrangers de la Marine, est responsable de l'infanterie et de quelques éléments de cavalerie, Duvis, du génie, M. Fontaine, de l'artillerie. 

Le 27 et le 28 furent employés à élever des batteries et le 29 elles commencent a tirer.
Le 30 août 1782, la batterie d'André de Rambaud ouvre le feu. Les boulets font effet sur les murs note Suffren dans son Journal de bord, du 1er septembre 1782. Le 31 le feu recommence avec la plus grande vivacité, le bailli de Suffren sommant le gouverneur de se rendre.
Avec ses 1 272 soldats, des régiments de Pondichéry et d'Austrasie, il prend Trinquemalay le 31 août. Cette action surprise permet à Suffren d'avoir un port pour son escadre dans la région. Laissant un contingent assez important pour défendre le port, Suffren et son escadre attendent en dehors du port l'attaque de Hughes.
Le 1er septembre, toutes les troupes qui n'étaient pas destinées à former la garnison sont rembarquées.

## La bataille maritime (3 septembre 1782)
Le 2 septembre, l'escadre anglaise de 12 vaisseaux commandée par Hughes arrive devant Trinquemalay. 
Aussitôt l'escadre française de Suffren, forte de quatorze vaisseaux mit sous voile en ordre de bataille.
Les Anglais arrivaient insensiblement, et prenaient chasse pour éviter le combat. Ce ne fut qu'à deux heures de l'après midi que le général français put les joindre avec deux autres vaisseaux. Ces trois navires engagèrent l'action avec les Anglais.

La formation de combat plus ordonnée des Anglais fait que le combat tourne à leur avantage. 

Le vaisseau amiral Héros de Suffren et l'Illustre (en) furent démâtés de tous leurs mâts.
Cet engagement partiel se termina à six heures du soir.
L'amiral doit fuir après avoir subi de lourdes pertes : 82 morts et 255 blessés. Les Anglais n'ont que 51 tués.
L'amiral Hughes profita de la nuit pour se retirer, craignant d'avoir à lutter contre toute l'escadre.
La mousson se profilant à l'horizon, Suffren décide, après une nouvelle courte escale à Gondelour, où il laisse les troupes, d'aller hiverner dans la vaste baie d'Achem, à Sumatra. Les Anglais eux aussi partent hiverner à Bombay.
Mais après cet échec, Suffren démet de leur commandement trois de ses capitaines qui sont renvoyés à l'île de France. Un quatrième, épuisé, est poussé à la démission et meurt peu de temps après.

## Les flottes en présence
(nom du vaisseau suivi de son nombre de canons et du nom de son capitaine)
| - Héros, 74, Suffren - Annibal, 74, Tromelin - Illustre (en), 74, Bruyères - Orient, 74, De La Pallière - Artésien, 64, Saint-Félix - Ajax, 64, Beaumont - Brillant, 64, De Kersauson - Bizarre, 64, Larlandel - Sévère, 64, De l'Angle - Sphinx, 64, Du Chilleau - Vengeur, 64, Cuverville - Saint Michel, 60, Aymar - Flamand, 54, Perier de Salvert - Petit Annibal (ex-Hannibal anglais capturé), 50, Morard de Galles - Consolante, 36, Péan |  | - HMS Superb, 74 - HMS Hero, 74 - HMS Sultan, 74 - HMS Burford, 70, Reiner - HMS Monarca, 70, Gell - HMS Eagle, 64, Reddel - HMS Exeter, 64, King - HMS Magnanime 64 - HMS Monmouth, 64, Alms - HMS Sceptre, 64 - HMS Worcester, 64 - HMS Isis, 50, Lumley |

### Sources et bibliographie
- Nouveau dictionnaire des sièges et des batailles tome VI
- Amiral François Caron, Le Mythe de Suffren, Vincennes, Service historique de la Marine, 1996
- Charles Cunat, Histoire du bailli de Suffren, Rennes, A. Marteville et Lefas, 1852 (lire en ligne)
- Roger Glachant, Suffren et le temps de Vergennes, Paris, éditions France-Empire, 1976, 432 p. (ISBN 978-2-7048-0959-2)
- Charles-Armand Klein, Mais qui est le bailli de Suffren Saint-Tropez ?, Éditions Équinoxe, coll. « Mémoires du Sud », 2000
- Henri Ortholan, L'amiral Villaret-Joyeuse : Des Antilles à Venise 1747-1812, Bernard Giovanangeli, 26 janvier 2006
- Claude des Presles, Suffren dans l'océan Indien (1781-1783), Economica, 1999
- Joseph Siméon Roux, Le Bailli de Suffren dans l'Inde, Marseille, Barlatier-Feissat et Demonchy, 1862, 301 p. (lire en ligne)
- Pierre André de Suffren (préf. vice-amiral Edmond Jurien de La Gravière, Henri Moris), Journal de bord du bailli de Suffren dans l'Inde (1781-1784), Paris, Challamel, 1888
- Raymond d'Unienville, Hier Suffren, Mauritius Printing, 1972
- Michel Vergé-Franceschi, La Marine française au XVIIIe siècle, SEDES, 1996
- Rémi Monaque, Une histoire de la marine de guerre française, Paris, éditions Perrin, 2016, 526 p. (ISBN 978-2-262-03715-4)
- J. Vidal-Mégret, Lettres du Bailli de Suffren de St-Tropez 1726-1788, concernant la Campagne en Inde 1782-83
- Georges Lacour-Gayet, La marine militaire de France sous le règne de Louis XVI, Paris, éditions Honoré Champion, 1905 (lire en ligne)